# Peter Vivian Daniel

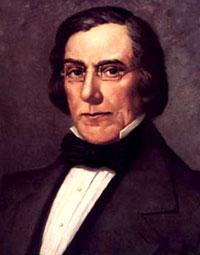
Peter Vivian Daniel

Peter Vivian Daniel (* 24. April 1784 im Stafford County, Virginia; † 31. Mai 1860 in Richmond, Virginia) war ein US-amerikanischer Politiker und Jurist. Er amtierte von 1841 bis 1860 als Richter am Obersten Gerichtshof der Vereinigten Staaten.

## Leben
Daniel erhielt zunächst Hausunterricht und wechselte 1802 an das College of New Jersey. Bereits nach einem Jahr kehrte er jedoch wieder nach Virginia zurück, um bei Edmund Randolph in Richmond Rechtswissenschaften zu studieren. Er erhielt seine Anwaltszulassung 1808 und heiratete wenig später die Tochter seines Lehrers. 1809 wurde Daniel in das Abgeordnetenhaus von Virginia gewählt; bereits 1818 wurde er Vizegouverneur des Staates. Dieses Amt übte Daniel bis 1836 aus, als ihn US-Präsident Andrew Jackson zum Richter am United States District Court for the Eastern District of Virginia bestellte. Fünf Jahre später ernannte Jacksons Nachfolger Martin Van Buren ihn als Nachfolger von Philip Barbour zum Richter am Obersten Gerichtshof der Vereinigten Staaten. Dort war er bis zu seinem Tod 1860 tätig. Anschließend fiel sein Sitz an Samuel Freeman Miller.
In seiner Tätigkeit als Richter war Daniel eher unauffällig. In seiner 18-jährigen Amtszeit verfasste er lediglich eine Entscheidung. Im Fall von Dred Scott v. Sandford schloss er sich ebenso der Mehrheit an. Bekannt ist Daniel für seine oftmals äußerst weitsichtigen Sondervoten.
Zu seinen Nachfahren gehören Robert Daniel Sr. und Robert Daniel Jr.

## Weiterführende Literatur
- Justice Daniel Dissenting: A Biography of Peter V. Daniel, 1784-1860, John P. Frank, Harvard University Press, 1964, ISBN 0-678-08028-3